# Miniatürk
Miniatürk Törökország látnivalóinak kicsinyített másait, mérethű modelljeit felsorakoztató, 60 000 m²-es park Isztambul Beyoğlu negyedében. Építése 2001-ben kezdődött és 2003-ban adták át. Magyar vonatkozású érdekesség, hogy a budapesti Gül baba-türbe is látható a kiállított modellek között.

## A modellek

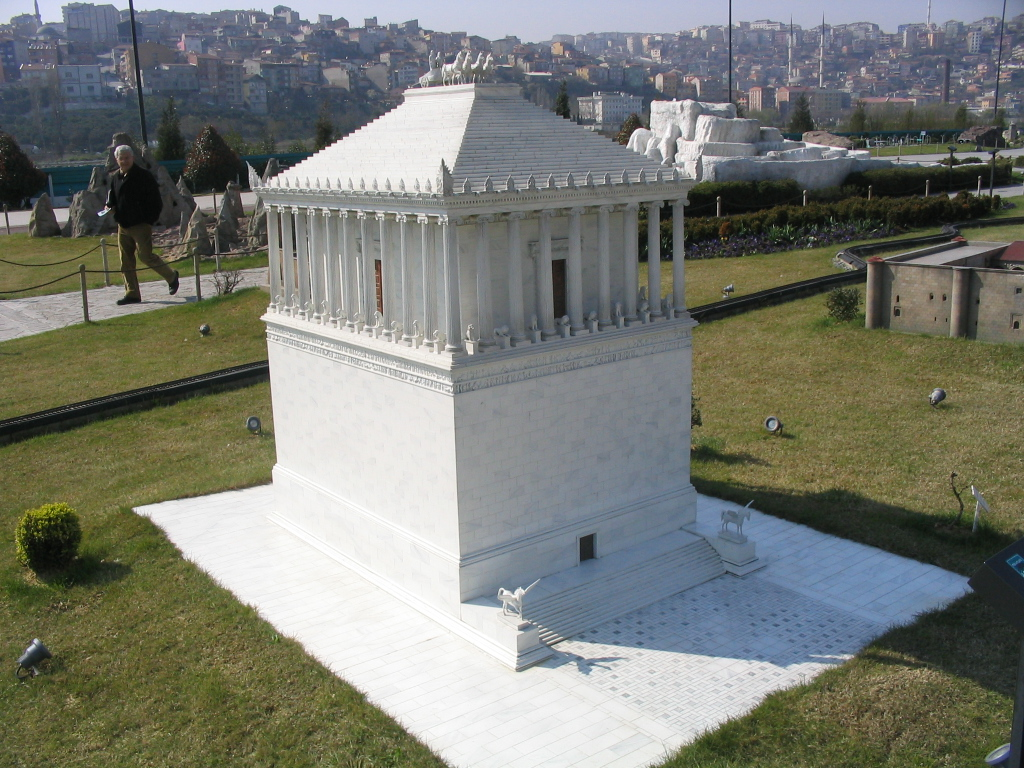
A halikarnasszoszi mauzóleum elképzelt modellje

A park 60 000 m²-es területéből 15 000 m²-en találhatóak modellek, amivel a világ egyik legnagyobb területű modellparkja. 40 000 m² szabadtéri terület, 3500 m² fedett terület, 2000 m²-en medencék, és egy 500 autó számára alkalmas parkoló is található a parkban.
A modellek 1:25 arányúak  és 134 darab található belőlük. A modellek közül 61 Isztambul nevezetességeit, 59 Anatólia nevezetességeit, 14 pedig az Oszmán Birodalom egykori, ma már Törökország határain kívül található nevezetességeit mutatja be. A modellek száma nem végleges, a parkot úgy alakították ki, hogy később is lehessen még modelleket építeni. A modellek 13, jórészt törökországi műhelyben készültek és két török egyetem is hozzájárul az építéshez.
A modellek erős műanyagból készültek, ami biztosítja, hogy ellen tudjanak állni a környezeti hatásoknak. Minden modellnek át kellett esnie egy ezt vizsgáló teszten.
A modellek kiválasztásánál szempont volt, hogy a fontos anatóliai civilizációk mindegyikét megjelenítsék; a válogatást egy erre kijelölt testület végezte Prof. İlber Ortaylı és Ass. Prof. Ahmet Haluk Dursun vezetésével.
A modellek mellett amfiteátrum, ajándékbolt, játszótér, életnagyságú sakktábla és labirintus is található a parkban.

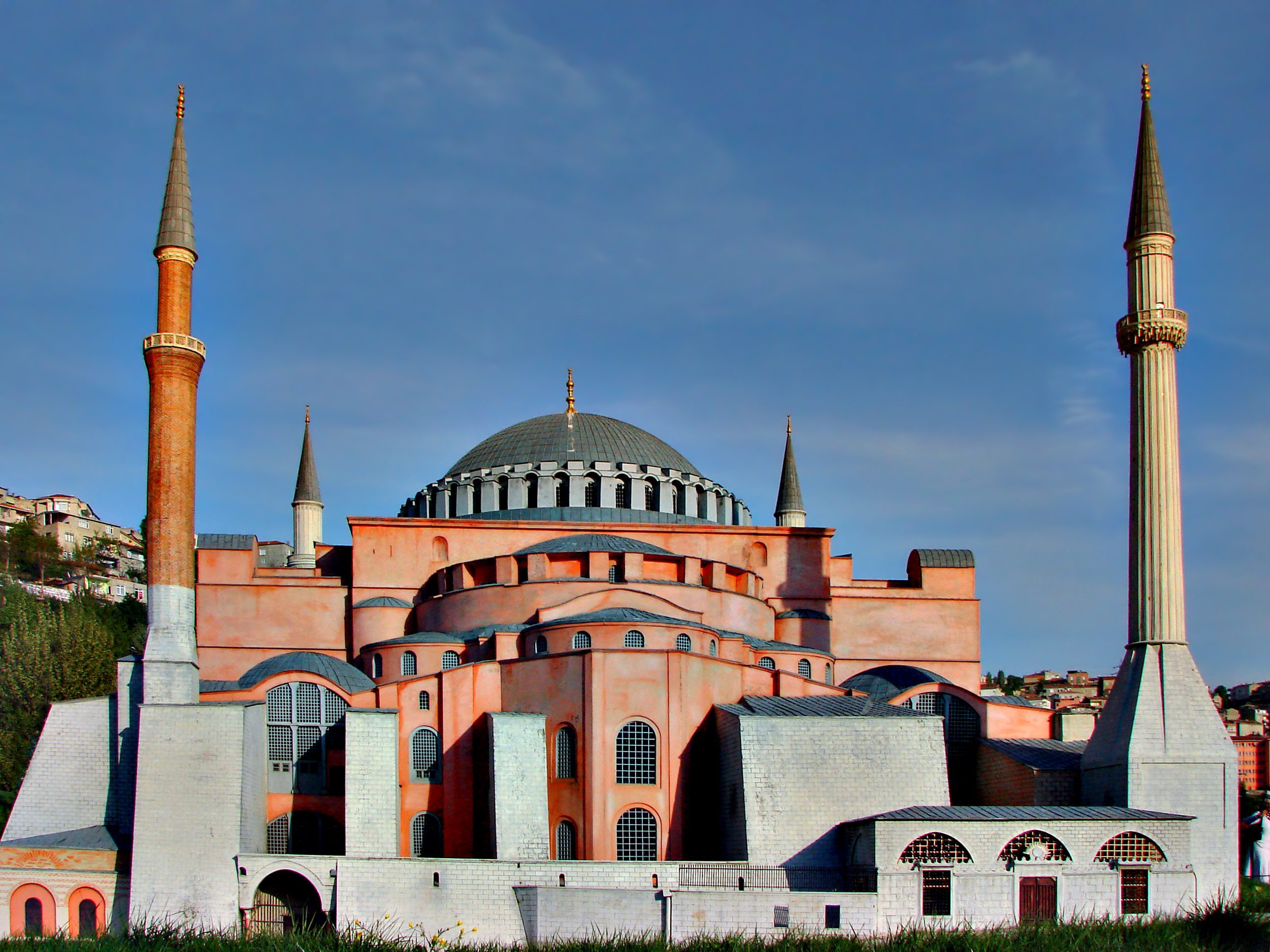
Hagia Szophia

## Főbb látványosságok modellként
- Anıtkabir (Ankara)
- Szelim-mecset (Edirne)
- mardini kőházak
- epheszoszi Artemisz-templom (Efes)
- az aszpendoszi színház
- Július 15. vértanúinak hídja
- Dolmabahçe palota
- Haydarpaşa pályaudvar
- Hagia Szophia
- az İzmiri óratorony
- Safranbolu védett házai
- Halikarnasszoszi mauzóleum (Bodrum)
- Kappadókia „tündérkéményei”
- Pamukkale
- Rumelihisarı
- Gül Baba türbéje (Budapest)